# Médiathèque municipale Jean-Jaurès de Nevers
 (avril 2021).
 (février 2024).
Si vous disposez d'ouvrages ou d'articles de référence ou si vous connaissez des sites web de qualité traitant du thème abordé ici, merci de compléter l'article en donnant les références utiles à sa vérifiabilité et en les liant à la section « Notes et références ».
 (avril 2021).
La mise en forme du texte ne suit pas les recommandations de Wikipédia : il faut le « wikifier ».
Les points d'amélioration suivants sont les cas les plus fréquents. Le détail des points à revoir est peut-être précisé sur la page de discussion.
- Les titres sont pré-formatés par le logiciel. Ils ne sont ni en capitales, ni en gras.
- Le texte ne doit pas être écrit en capitales (les noms de famille non plus), ni en gras, ni en italique, ni en « petit »…
- Le gras n'est utilisé que pour surligner le titre de l'article dans l'introduction, une seule fois.
- L'italique est rarement utilisé : mots en langue étrangère, titres d'œuvres, noms de bateaux, etc.
- Les citations ne sont pas en italique mais en corps de texte normal. Elles sont entourées par des guillemets français : « et ».
- Les listes à puces sont à éviter, des paragraphes rédigés étant largement préférés. Les tableaux sont à réserver à la présentation de données structurées (résultats, etc.).
- Les appels de note de bas de page (petits chiffres en exposant, introduits par l'outil «  Source ») sont à placer entre la fin de phrase et le point final[comme ça].
- Les liens internes (vers d'autres articles de Wikipédia) sont à choisir avec parcimonie. Créez des liens vers des articles approfondissant le sujet. Les termes génériques sans rapport avec le sujet sont à éviter, ainsi que les répétitions de liens vers un même terme.
- Les liens externes sont à placer uniquement dans une section « Liens externes », à la fin de l'article. Ces liens sont à choisir avec parcimonie suivant les règles définies. Si un lien sert de source à l'article, son insertion dans le texte est à faire par les notes de bas de page.
- La présentation des références doit suivre les conventions bibliographiques. Il est recommandé d'utiliser les modèles {{Ouvrage}}, {{Chapitre}}, {{Article}}, {{Lien web}} et/ou {{Bibliographie}}. Le mode d'édition visuel peut mettre en forme automatiquement les références.
- Insérer une infobox (cadre d'informations à droite) n'est pas obligatoire pour parachever la mise en page.

Pour une aide détaillée, merci de consulter Aide:Wikification.
Si vous pensez que ces points ont été résolus, vous pouvez retirer ce bandeau et améliorer la mise en forme d'un autre article.

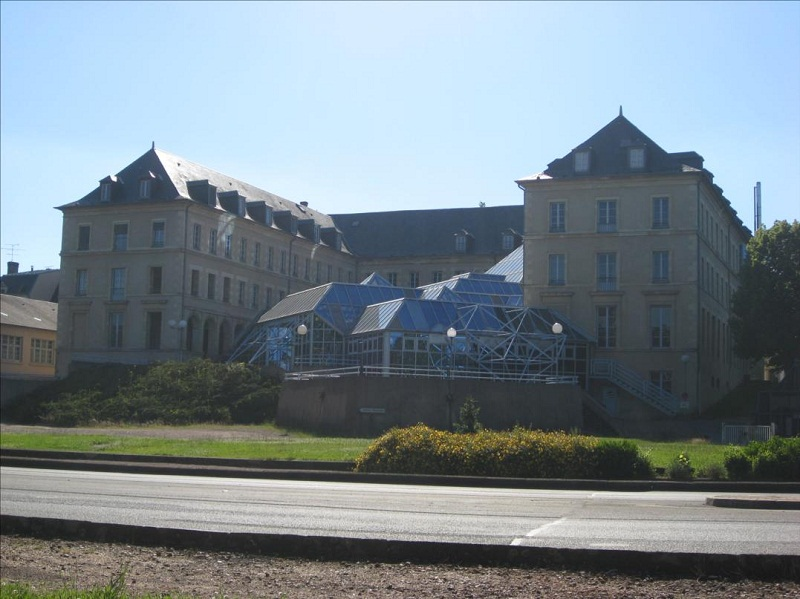
Le centre culturel Jean Jaurès (bibliothèque municipale), dans l'ancien couvent des Ursulines, à Nevers.

La Bibliothèque municipale de Nevers ou Médiathèque Jean-Jaurès est une bibliothèque publique offrant à la consultation ou à l'emprunt environ 350 000 documents (livres, périodiques, phonogrammes, vidéogrammes, cédéroms, estampes, manuscrits, cartes, affiches). Elle est située dans la commune de Nevers, dans le département de la Nièvre.

## Historique[2]

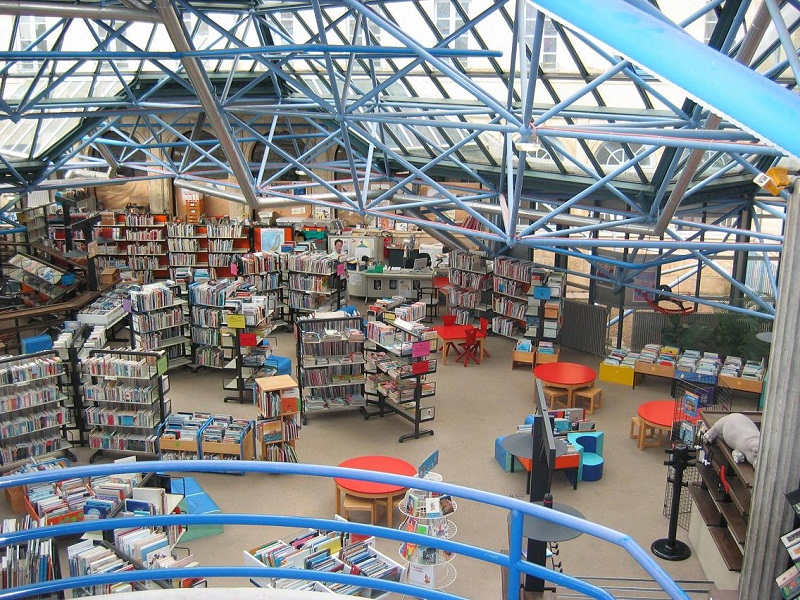
Une salle de la bibliothèque municipale de Nevers en 2011.

Les débuts de la bibliothèque de Nevers sont mal connus, et jusqu'en 1838 il n'y avait pas de bibliothèque digne de ce nom.
En 1790, tous les livres confisqués aux communautés religieuses supprimées sont recensés. Les chiffres sont considérables : plus de 30 000 ouvrages. La bibliothèque déménage très souvent entre 1790 et 1810. Un premier dépôt est établi à l'abbaye Saint-Etienne. En août 1793, Fouché propose au conseil du département de créer une bibliothèque au collège de Nevers, et de décentraliser les collections des couvents et des émigrés. La bibliothèque s'installe ensuite à l'abbaye Saint-Martin. Regroupant les différentes bibliothèques de districts, la bibliothèque centrale de Nevers est transférée en l'an VII (1798-1799), place de l’Évêché. À la suppression des écoles centrales, en l'an IX (1803), la bibliothèque est fermée. Il faut l'intervention du préfet Adet pour la faire rouvrir, mais pour peu de temps.
Le Maire, Jean Desveaux, est le véritable fondateur de la bibliothèque. En février 1832, le conseil municipal décide la construction, sur l'emplacement de l'ancien château des comtes de Nevers, d'un bâtiment destiné à contenir la bibliothèque, le tribunal de commerce et la justice de paix. Le nouvel édifice construit par l'architecte Paillard est achevé dans le courant de l'année 1838. La bibliothèque est bien située en centre-ville. Malheureusement les services municipaux quittent le palais ducal, s'installent dans le nouveau bâtiment et réduisent progressivement l'importance du local primitivement affecté à la bibliothèque. En 1941, un transfert est envisagé.
La signature d'un contrat ville moyenne est l'occasion de réfléchir à l'avenir de la bibliothèque; il est décidé de la transférer dans l'ancien lycée technique Jean-Jaurès et de la transformer en médiathèque.
La médiathèque ouvre au public le 3 octobre 1983. Nevers peut enfin faire face à l'essor de la lecture publique, et s'ouvrir au multimédia par l'image dès 1983 et le son dès 1986. L'installation du fonds François Mitterrand, en 1990, contribue à une première informatisation des collections.
Depuis le 2 novembre 2015, un abonné de l'une des bibliothèques des communes de l'agglomération de Nevers a accès à l'ensemble des ouvrages proposés par toutes les médiathèques. Les usagers peuvent aussi emprunter dans les bibliothèques des communes de : Fourchambault, Garchizy, Nevers, Pougues les Eaux et Varennes-Vauzelles avec la même carte.

## Collections

### Les Manuscrits
Les 300 références de documents manuscrits sont d'un intérêt important pour l'histoire régionale. Ils contiennent un grand nombre d'autographes. Ils sont enrichis périodiquement par des acquisitions et des donations d'auteurs contemporains : Claude de Burine, Paul Gilson, Henri Bachelin, Claude Tillier, Charles Dupin, Hugues Lapaire, Frédéric Girerd, Hyde de Neuville, Fernand Maillaud, Gustave Mathieu, Alfred Massé, Marcel Jean, Paul de Lassence, Anatole France, Rex Barrat, Charles de Montalembert, Théodore Botrel, Louis Pastour, François-René de Chateaubriand, Alphonse de Lamartine, Henri Jacques Guillaume Clarke, Etienne Jacques Joseph Macdonald, Hortense de Beauharnais, Raoul Toscan, Jules Renard, Maurice Genevoix, Marilène Clément, Frédéric Jacques Temple, Jacques Mazeau, Henri Drouillet, Romain Rolland, Jacques Thuillier, Armand Inconnu, etc. 

### Le cabinet minéralogique
Le cabinet minéralogique est constitué de 6 boîtes, dont une boîte pédagogique regroupant 100 échantillons de minéraux, qui a été légué par Victor Gautron du Coudray (1868-1957). Il présente en particulier le résultat de ses recherches dans la région de Dun-sur-Grandry (Nièvre).

### Herbiers
La Médiathèque Jean-Jaurès de Nevers possède les principaux herbiers du
département. Au nombre de quatre, ils sont en très bon état de conservation :
- L’Herbier nivernais d’Alexandre Boreau
- L’herbier dit du musée de Nevers
- L’herbier des mousses de Henry Cassini et M. Ogier
- L’herbier du XVIIIe du docteur Subert

### Pierre Bérégovoy
Le fonds regroupe des ouvrages reçus par Pierre Bérégovoy dans le cadre de ses fonctions d’État de 1981 à 1993 : Secrétaire général de l’Élysée, Ministre, Premier Ministre. La moitié des documents lui sont dédicacés.

### Michel Vieuchange
En 1998, Jean Vieuchange offre à la Bibliothèque municipale les manuscrits des Carnets de route après avoir donné à la Ville, objets et documents concernant son frère. On peut aujourd’hui découvrir les écrits de Michel Vieuchange,mais aussi ses effets personnels : jumelles, selle, mules, sacoche, étuis, boussole, montres, appareil photo… 

### Romain Baron
Ce fonds est composé de sa bibliothèque qui comporte de nombreux ouvrages pédagogiques, des études historiques sur le Maghreb et la Nièvre, une documentation importante sur la toponymie, et ses travaux publiés de 1936 à 1987, au Maroc et en France. Il contient également un fonds photographique, des dossiers de presse, des cahiers de cours et d'enseignement et de la correspondance.

### Gaston Pagnard
Bibliothèque personnelle de Gaston Pagnard (1904-1985), relieur à Nevers. La bibliothèque comporte des reliures peu communes : reliures mosaïquées, reliures en peau de couleuvre, vipère, lamproie et anguille.

## Les collections des arts graphiques
Riche d’environ 12 000 documents, le fonds graphique est composé de 2 000 estampes, une importante collection de caricatures de presse consacrées à la famille Dupin est à signaler. Nevers, à la fin du XIXe siècle et au début du XXe, a une école de gravure autour de Fernand Chalandre (1879-1924), on y rencontre : Etienne Gaudet, Georges Tardy, Pierre Péradon, Maurice Locquin, André Favory ou encore André Deslignères, tous présents dans les collections. Le fonds comporte également des œuvres d’artistes contemporains, citons Francap (Francis Capdeboscq, dit) ou Jean-Paul Ruiz. Caruelle d’Aligny (1798-1871) est natif de la Nièvre, quatre de ses œuvres étoffent la collection de centaine de dessins. La donation Jacques Thuillier vient enrichir ces fonds. À ces documents s’ajoutent plus de 3 000 cartes postales, 2 917 photographies, 3608 affiches dont 990 sont des affiches de films passés à la maison de la culture de Nevers et de la Nièvre. Il faut également mentionner les 565 cartes et plans.

## Le FondsFrançois Mitterrand

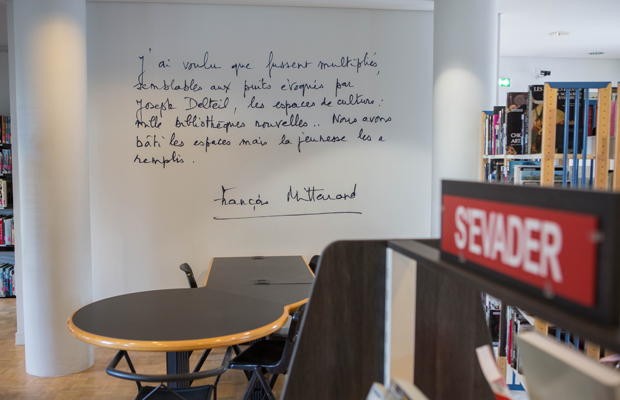

Après avoir donné au musée du Septennat à Château-Chinon, les objets personnels, qu’il avait reçus dans le cadre de ses fonctions présidentielles, François Mitterrand a fait un don en 1990 à la médiathèque Jean-Jaurès des livres qui lui avaient été offerts durant cette même période… soit plus de 22 000 volumes. Le fond se compose de livres non dédicacés, en accès libre, de plus de 10 000 ouvrages dédicacés et de titres précieux conservés en magasin. 20 % d’entre eux sont des ouvrages étrangers. Tous les domaines de la connaissance sont représentés : littérature, sciences sociales, histoire, géographie, beaux-arts… A ce fonds, François Mitterrand a ajouté un millier de livres provenant de sa bibliothèque personnelle.
Après acquisition, les ouvrages intégraient la bibliothèque présidentielle. On trouve encore, dans certains volumes, une fiche sur laquelle il notait minutieusement toutes les références : l’édition, le prix, la provenance, la date et le lieu d’achat. Certains sont même ornés de son ex-libris sur lequel figurent un chêne et un olivier.
Un grand nombre de dédicaces émanent de chef d’état et d’hommes politiques mais aussi d’écrivains français et étrangers, dessinateurs, artistes nationaux et internationaux, scientifiques, journalistes…
Certaines célèbrent l’homme politique, l’homme d’État ; d’autres sont des témoignages d’amitié, de respect ou d’admiration. Les dédicaces de Françoise Sagan, Marguerite Duras, Gabriel Garcia Marquez, Léopold Sédar Senghor rappellent les rapports privilégiés que François Mitterrand entretenait avec les écrivains et le milieu culturel de son époque.
L’un des ouvrages les plus originaux du Fonds François Mitterrand est un album ayant appartenu à Armand Fallières, président de la République de 1906 à 1913. Ce volume, mesurant environ 60 centimètres de haut sur 51 centimètres de large, relate la mission du commandant Moll, un officier français qui dirigea une commission franco-allemande chargée de délimiter les frontières entre le Congo français et le Cameroun allemand. L’album comporte plusieurs centaines de photographies, témoignant des 20 000 kilomètres parcourus et une somme importante de renseignements sur les régions traversées au cours de l’expédition. La reliure a été habillée d’un plein maroquin orange par M. Chambrolle-Duru, relieur parisien ; elle est rehaussée par une décoration en cuivre rouge, conçue et exécutée par deux artistes de l’École de Nancy : René Wiener et Victor Prouvé. La décoration en cuivre représente une femme Mounda, tenant au-dessus de la tête un vase à eau ; un éléphant, un lion et un rhinocéros complètent l’ornementation du plat. Le fermoir en cuivre jaune représente un serpent. Les gardes sont frappées aux armes de la République.

## Le FondsJacques Thuillier(1928-2011) etGuy Thuillier(1932-2019)[13]
Le 17 décembre 2019, Les élus de la ville de Nevers ont accepté, à l’unanimité, un legs de Guy Thuillier,. La ville se retrouve propriétaire de biens et immeubles des frères Thuillier, Jacques, historien d’art, collectionneur, et Guy, haut fonctionnaire. La médiathèque Jean-Jaurès se voit dotée d'un nouveau fonds documentaire et de pièces d'archives qui témoignent de l’œuvre considérable de l'historien, mais aussi des travaux et des recherches de leur père, André Thuillier.

## Le Centre Culturel Jean-Jaurès[18]

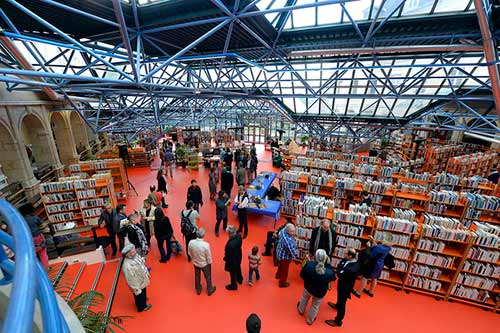

La bibliothèque constituée lors de la Révolution se trouvait depuis 1832 dans un bâtiment construit à l’initiative du maire Jean Desveaux véritable fondateur de la bibliothèque. Ce bâtiment aurait dû abriter la bibliothèque au premier étage et les tribunaux de commerce et de justice de paix au rez-de-chaussée. En fait, les tribunaux n’y résidèrent jamais et furent remplacés par les services municipaux. La bibliothèque vécut ainsi dans 496 m2 jusqu’à son transfert. En 1977, son fonds était d’environ 115 000 volumes comportant une forte proportion de livres anciens et du XIXe siècle.
La municipalité de Nevers, lors de l’établissement de son contrat « Ville Moyenne » en 1977, décide la création d’un Centre Culturel dans les bâtiments de la rue Jean-Jaurès. Pendant un an, les bâtiments de l’ancien couvent des Ursulines étaient restés inoccupés, car le lycée technique venait d’être transféré au Banlay, au lycée Jules Renard.
En 1978, le Conseil Municipal adopte le projet de regroupement de la Bibliothèque, du Conservatoire et plus tard, en 1986, des Archives Municipales, créant ainsi le « Centre Culturel Jean-Jaurès ».
Le projet est confié à Denis Froidevaux, architecte à Nevers. La cour du cloître est recouverte d’une verrière à ossature métallique tridimensionnelle. Au total, en 1983, c’est un espace  de 2 856 m2  qui est occupé par la bibliothèque.
En 1984, grâce à la réalisation du Centre Culturel, la ville de Nevers obtient la Marianne d’Or des communes de France.